# 11e Demo Rinpoché
Le 11e Demo rinpoché, né au Tibet en 1980 est l'actuel Demo Rinpoché.

## Biographie
Il est reconnu par le 14e dalaï-lama à l'âge de 5 ans, et entre à Drepung Loseling à Mundgod qu'il a officiellement rejoint en 1987. Il y obtient le diplôme de guéshé lharampa en 2011 et poursuit ses études tantriques au monastère de Gyumed pendant plusieurs années puis au College for Higher Tibetan Studies, Sarah (en). À la demande de Gelek Rimpoché, il se rend aux États-Unis, où il obtient une maîtrise en études interreligieuses de l'Union Theological Seminary à New York en 2018. Résidant à Ann Arbor dans le Michigan, il est le directeur spirituel de Jewel Heart,.